# Shannon Point
Shannon Point är en udde i Sydgeorgien och Sydsandwichöarna (Storbritannien). Den ligger i den nordvästra delen av Sydgeorgien och Sydsandwichöarna.
Terrängen inåt land är varierad. Havet är nära Shannon Point åt sydost.  Det finns inga samhällen i närheten. 